# Dan Laustsen
Dan Laustsen (født 15. juni 1954 i Aalborg) er en dansk filmfotograf. Han er uddannet fra Den Danske Filmskole i 1979 og er medlem af Dansk Filmfotograf Forbund (DFF). Igennem sin mangeårige karriere har han arbejdet indenfor mange genrer og både fungeret på nordiske og amerikanske spillefilm. Han er flere gange blevet hædret for sit arbejde, bl.a. modtag han både en Robert- og en Bodilpris for sit arbejde på Kærlighed på film.
Laustsen er ofte blevet brugt af samme instruktør flere gange. Det gælder f.eks Søren Kragh-Jacobsen, Guillermo del Toro, Ole Bornedal og Christophe Gans.

## Filmografi
| År   | Film                          | Instruktør           | Bemærkninger                                                                 |
| ---- | ----------------------------- | -------------------- | ---------------------------------------------------------------------------- |
| 1979 | Skal vi danse først?          | Anette Olsen         |                                                                              |
| 1980 | Danmark er lukket             | Dan Tschernia        |                                                                              |
| 1981 | Har du set Alice?             | Brita Wielopolska    |                                                                              |
| 1982 | Gummi Tarzan                  | Søren Kragh-Jacobsen | Æres-Bodil for bl.a. Gummi Tarzan.                                           |
| 1982 | Den ubetænksomme elsker       | Claus Ploug          |                                                                              |
| 1983 | Otto er et næsehorn           | Rumle Hammerich      |                                                                              |
| 1983 | Isfugle                       | Søren Kragh-Jacobsen | Robert for årets fotograf.                                                   |
| 1984 | Min farmors hus               | Frode Højer Pedersen |                                                                              |
| 1985 | Elise                         | Claus Ploug          |                                                                              |
| 1985 | Johannes' hemmelighed         | Åke Sandgren         |                                                                              |
| 1988 | Skyggen af Emma               | Søren Kragh-Jacobsen | Robert for årets fotograf.                                                   |
| 1988 | David eller Goliath           | Anne Wivel           |                                                                              |
| 1989 | Miraklet i Valby              | Åke Sandgren         | Robert for årets fotograf.                                                   |
| 1991 | Giselle                       | Anne Wivel           |                                                                              |
| 1991 | Drengene fra Sankt Petri      | Søren Kragh-Jacobsen |                                                                              |
| 1994 | Nattevagten                   | Ole Bornedal         |                                                                              |
| 1995 | Carmen & Babyface             | Jon Bang Carlsen     |                                                                              |
| 1997 | Nightwatch                    | Ole Bornedal         | Den amerikanske genindspilning af Nattevagten.                               |
| 1997 | Mimic                         | Guillermo del Toro   |                                                                              |
| 1998 | Lysets hjerte                 | Jacob Grønlykke      |                                                                              |
| 1999 | Running Free                  | Sergej Bodrov        |                                                                              |
| 2000 | Dykkerne                      | Åke Sandgren         | Nomineret til Robert for årets fotograf.                                     |
| 2001 | Pagten                        | Christophe Gans      |                                                                              |
| 2002 | Jeg er Dina                   | Ole Bornedal         | Robert for årets fotograf.                                                   |
| 2003 | Darkness Falls                | Jonathan Liebesman   |                                                                              |
| 2003 | Det hemmelighedsfulde selskab | Stephen Norrington   |                                                                              |
| 2005 | Nomad                         | Sergej Bodrov        |                                                                              |
| 2005 | Sex, håb og kærlighed         | Lisa Ohlin           |                                                                              |
| 2006 | Silent Hill                   | Christophe Gans      |                                                                              |
| 2007 | Vikaren                       | Ole Bornedal         | Delt Bodil for bedste filmfotograf. Nomineret til Robert for årets fotograf. |
| 2007 | Wind Chill                    | Gregory Jacobs       |                                                                              |
| 2007 | Kærlighed på film             | Ole Bornedal         | Delt Bodil for bedste filmfotograf. Robert for årets fotograf.               |
| 2009 | Fri os fra det onde           | Ole Bornedal         | Nomineret til Robert for årets fotograf.                                     |
| 2009 | Headhunter                    | Rumle Hammerich      | Nomineret til Robert for årets fotograf.                                     |
| 2009 | Solomon Hunter                | Michael J. Bassett   |                                                                              |
| 2011 | Simon & the Oaks              | Lisa Ohlin           |                                                                              |
| 2012 | The Possession                | Ole Bornedal         |                                                                              |
| 2012 | Zaytoun                       | Eran Riklis          |                                                                              |
| 2012 | Sover Dolly på ryggen?        | Hella Joof           |                                                                              |
| 2015 | Crimson Peak                  | Guillermo del Toro   |                                                                              |
| 2016 | Løvekvinnen                   | Vibeke Idsøe         |                                                                              |
| 2017 | Dræberne fra Nibe             | Ole Bornedal         |                                                                              |
| 2017 | John Wick 2                   | Chad Stahelski       |                                                                              |
| 2017 | The Shape of Water            | Guillermo del Toro   | Nomineret til Oscar for bedste fotografering.                                |